# Ponemah
Ponemah is een plaats (census-designated place) in de Amerikaanse staat Minnesota, en valt bestuurlijk gezien onder Beltrami County.

## Demografie
Bij de volkstelling in 2000 werd het aantal inwoners vastgesteld op 874.

## Geografie
Volgens het United States Census Bureau beslaat de plaats een oppervlakte van
50,8 km², geheel bestaande uit land. Ponemah ligt op ongeveer 365 m boven zeeniveau.

## Plaatsen in de nabije omgeving
De onderstaande figuur toont nabijgelegen plaatsen in een straal van 36 km rond Ponemah.